# The Accidental Detective 2: In Action
Série
The Accidental Detective
(2015)
Pour plus de détails, voir Fiche technique et Distribution.
The Accidental Detective 2: In Action (hangeul : 탐정: 리턴즈 ; RR : Tamjeong: Riteonzeu ; « Détective privé : Le retour ») est une comédie policière sud-coréenne co-écrite et réalisée par Lee Eon-hee, sortie le 13 juin 2018,,. C'est la suite de The Accidental Detective, sorti en 2015.
Elle est première du box-office sud-coréen de 2018 lors de sa deuxième semaine d'exploitation.

## Synopsis
Le passionné d'affaires criminelles, Kang Dae-man (Kwon Sang-woo), vend sa boutique de bande-dessinée pour ouvrir une agence de détective sans le dire à sa femme et s'associe avec l'ancien flic à la retraite, No Tae-su (Seong Dong-il (en)). Malgré leurs espoirs de travailler sur des cas intéressants, ils se retrouvent bientôt avec des affaires insignifiantes comme des adultères, des dettes impayées ou des disparitions de chats. Un jour, une femme entre dans leur bureau, voulant découvrir la vérité derrière la mort de son fiancé et leur offre pour cela une belle récompense de 50 000 dollars. Dae-man et Tae-su y voient l'opportunité de mettre leurs véritables talents de fin limier au travail. Ils embarquent dans leur enquête un troisième membre, Yeochi (Lee Kwang-soo), un génie Mensa spécialiste de cyber-sécurité.

## Distribution
- Kwon Sang-woo : Kang Dae-man
- Seong Dong-il (en) : No Tae-su
- Lee Kwang-soo : Yeochi
- Seo Young-hee : Lee Mi-ok
- Lee Il-hwa (en) : la femme de No Tae-su
- Nam Myung-ryul : Woo Won-il, le directeur de l'orphelinat
- Son Dam-bi : Yoon Sa-hee
- Choi Sung-won : inspecteur Jo Young-cheol
- Kim Dong-wook (acteur) (en) (caméo) : Capitaine Kwon Cheol-in